# EFA European Cup der Männer 2018

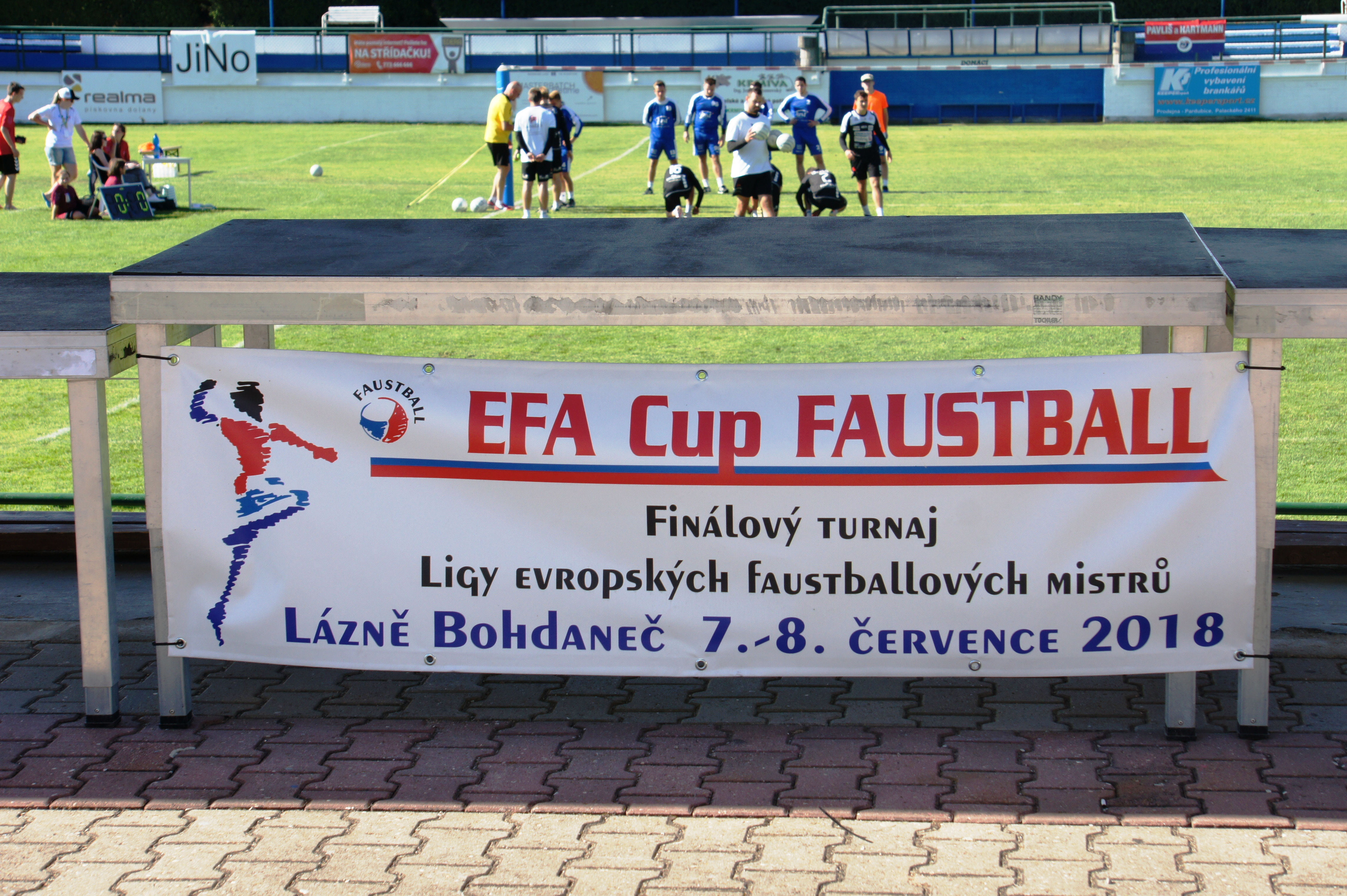
Werbeblache für den EFA Cup im Sportstadion von Lázně Bohdaneč

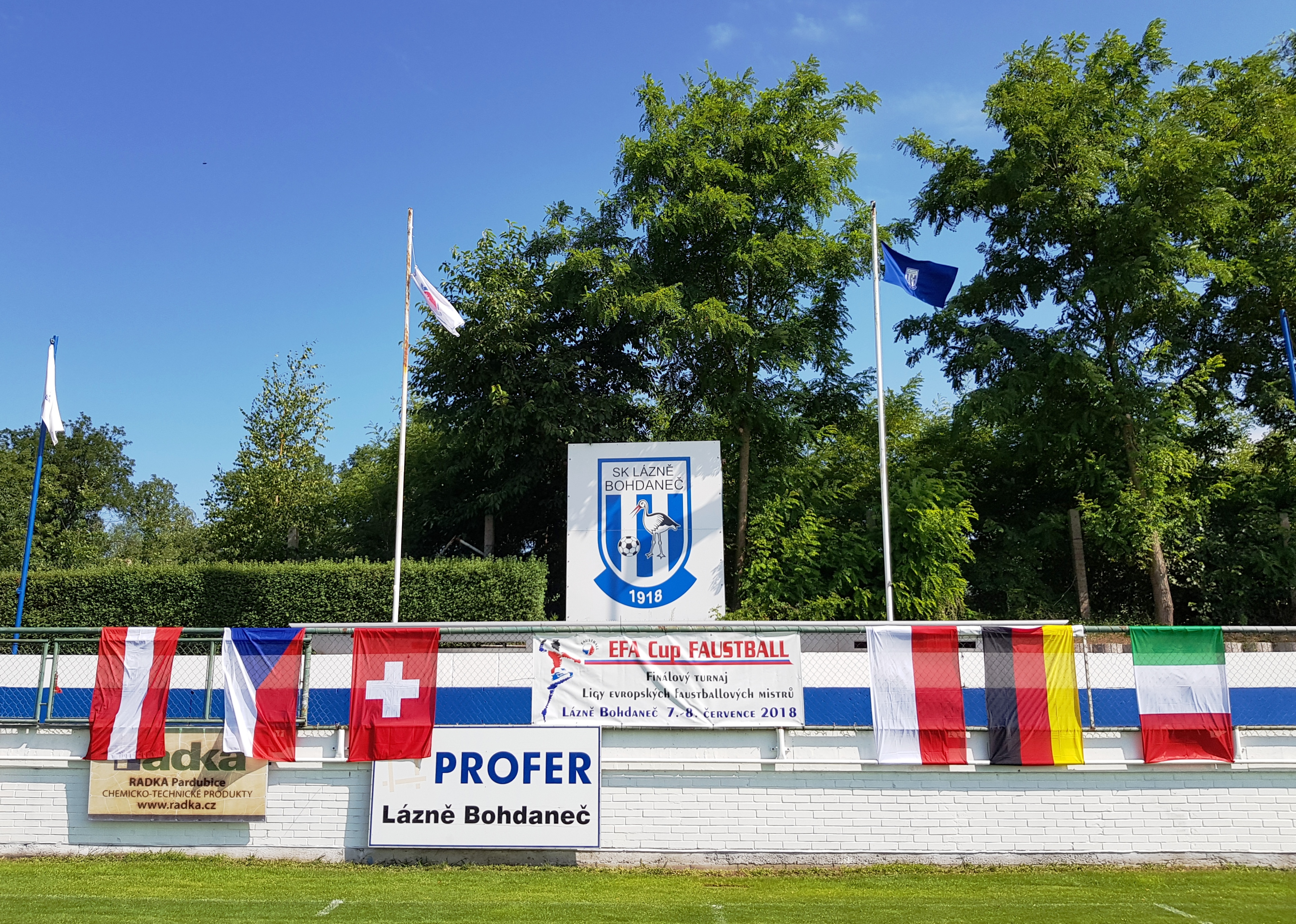
Flaggen der teilnehmenden Länder

Der EFA European Cup 2018 der Männer im Faustball auf dem Feld fand am 7. und 8. Juli 2018 im tschechischen Lázně Bohdaneč statt. Nach 2011 wurde damit zum zweiten Mal ein European Cup in Tschechien ausgetragen. Titelverteidiger war der SVD Diepoldsau-Schmitter aus der Schweiz, der den Titel im Jahr zuvor gegen den MTV Rosenheim (Deutschland) gewann. Der Cup-Pokal blieb in der Schweiz – er wechselte vom SVD Diepoldsau-Schmitter zu Faustball Widnau.

## Teilnehmer
Zehn Mannschaften aus insgesamt sechs Faustball-Ländern der EFA nahmen am European Cup teil: 
| Schweiz - SVD Diepoldsau-Schmitter - STV Walzenhausen - Faustball Widnau | Deutschland - TV Voerde - TV Wünschmichelbach | Österreich - FBC ABAU Linz-Urfahr - UFG Grieskirchen | Italien - SSV Bozen | Polen - Polskie Stowarzyszenie | Tschechien - FaC Zdechovice |

## Spielplan

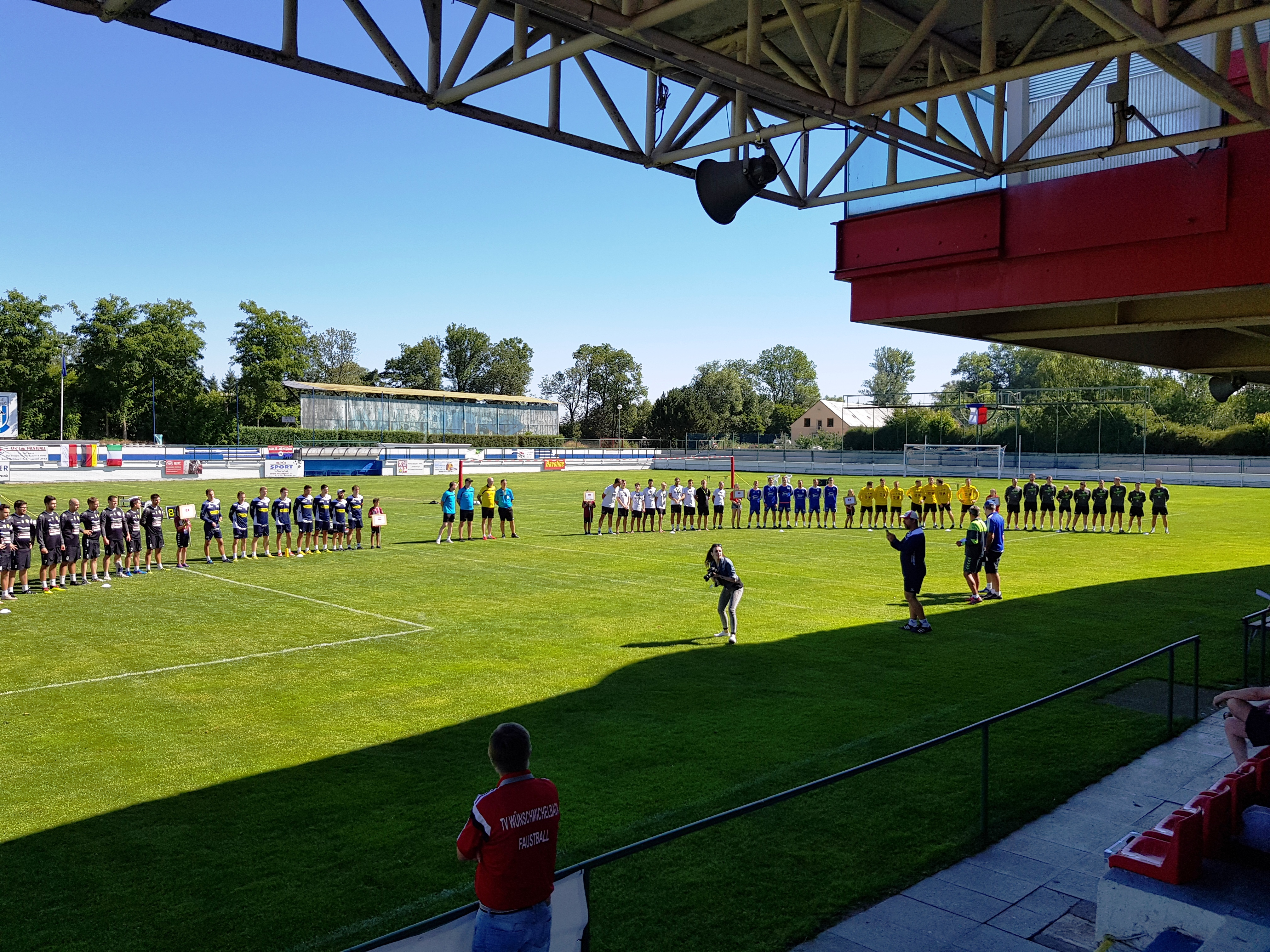
Eröffnung des EFA European Cup der Männer 2018 im Sportstadion von Lázně Bohdaneč

Am 18. Februar 2018 fand die Auslosung der Vorrundengruppen statt.
| Gruppe A                 | Gruppe B               |
| ------------------------ | ---------------------- |
| FBC ABAU Linz-Urfahr     | UFG Grieskirchen       |
| SVD Diepoldsau-Schmitter | STV Walzenhausen       |
| SSV Bozen                | Faustball Widnau       |
| FaC Zdechovice           | Polskie Stowarzyszenie |
| TV Wünschmichelbach      | TV Voerde              |

## Schiedsrichter

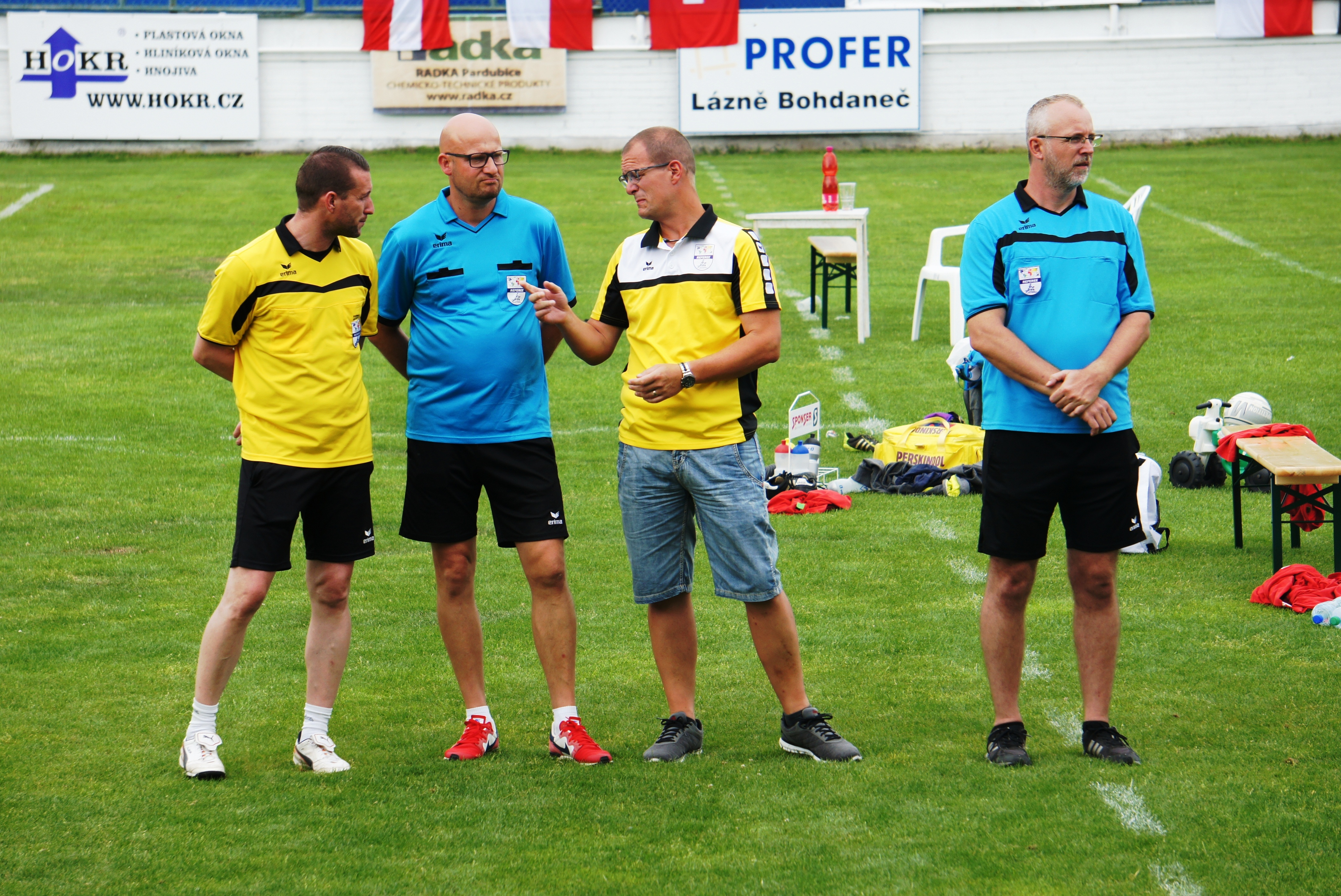
Schiedsrichter: Dietmar Butter AT, Werner Teny AT, Patrick Sieber CH und Mike Braune DE

Insgesamt vier Schiedsrichter aus drei Nationen wurden von der EFA-Schiedsrichterkommission für den EFA European Cup in Lázně Bohdaneč nominiert.
- Dietmar Butter  Österreich
- Mike Braune  Deutschland
- Patrick Sieber  Schweiz
- Werner Teny  Österreich

## Vorrunde
Spielergebnisse
| 7. Juli | A | SSV Bozen                | – | FaC Zdechovice           | 2:0 | (11:6, 11:9)         |
| 7. Juli | A | FBC ABAU Linz-Urfahr     | – | SVD Diepoldsau-Schmitter | 2:1 | (11:9, 7:11, 11:4)   |
| 7. Juli | B | Polskie Stowarzyszenie   | – | TV Voerde                | 0:2 | (4:11, 0:11)         |
| 7. Juli | B | Faustball Widnau         | – | STV Walzenhausen         | 2:1 | (11:4, 10:12, 11:9)  |
| 7. Juli | A | SVD Diepoldsau-Schmitter | – | SSV Bozen                | 2:0 | (11:7, 11:7)         |
| 7. Juli | A | TV Wünschmichelbach      | – | FaC Zdechovice           | 2:0 | (11:6, 11:8)         |
| 7. Juli | B | Polskie Stowarzyszenie   | – | UFG Grieskirchen         | 0:2 | (6:11, 6:11)         |
| 7. Juli | B | Faustball Widnau         | – | TV Voerde                | 0:2 | (9:11, 3:11)         |
| 7. Juli | A | SSV Bozen                | – | FBC ABAU Linz-Urfahr     | 2:1 | (7:11, 12:10, 11:5)  |
| 7. Juli | A | SVD Diepoldsau-Schmitter | – | TV Wünschmichelbach      | 2:0 | (11:8, 11:9)         |
| 7. Juli | B | Faustball Widnau         | – | UFG Grieskirchen         | 2:1 | (9:11, 11:7, 11:7)   |
| 7. Juli | B | STV Walzenhausen         | – | TV Voerde                | 0:2 | (5:11, 3:11)         |
| 7. Juli | A | FBC ABAU Linz-Urfahr     | – | FaC Zdechovice           | 2:1 | (8:11, 11:4, 11:6)   |
| 7. Juli | A | SSV Bozen                | – | TV Wünschmichelbach      | 0:2 | (10:12, 7:11)        |
| 7. Juli | B | UFG Grieskirchen         | – | TV Voerde                | 2:1 | (13:11, 8:11, 12:10) |
| 7. Juli | B | Polskie Stowarzyszenie   | – | STV Walzenhausen         | 0:2 | (3:11, 3:11)         |
| 7. Juli | A | SVD Diepoldsau-Schmitter | – | FaC Zdechovice           | 2:0 | (11:2, 11:2)         |
| 7. Juli | A | FBC ABAU Linz-Urfahr     | – | TV Wünschmichelbach      | 0:2 | (11:13, 7:11)        |
| 7. Juli | B | UFG Grieskirchen         | – | STV Walzenhausen         | 2:1 | (11:9, 9:11, 11:8)   |
| 7. Juli | B | Faustball Widnau         | – | Polskie Stowarzyszenie   | 2:0 | (11:3, 11:9)         |

Rangliste der Vorrunde (Gruppe A / Gruppe B)
| Rang | Team (Gruppe A)          | Sätze | Ballverh. | Punkte |
| ---- | ------------------------ | ----- | --------- | ------ |
| 1.   | SVD Diepoldsau-Schmitter | 7:2   | 90:44     | 8      |
| 2.   | TV Wünschmichelbach      | 6:2   | 86:71     | 6      |
| 3.   | SSV Bozen                | 4:5   | 83:86     | 4      |
| 4.   | FBC ABAU Linz-Urfahr     | 4:7   | 103:99    | 2      |
| 5.   | FaC Zdechovice           | 1:8   | 54:96     | 0      |

| Rang | Team (Gruppe B)        | Sätze | Ballverh. | Punkte |
| ---- | ---------------------- | ----- | --------- | ------ |
| 1.   | TV Voerde              | 7:2   | 98:57     | 8      |
| 2.   | UFG Grieskirchen       | 7:4   | 84:103    | 6      |
| 3.   | Faustball Widnau       | 6:4   | 97:84     | 4      |
| 4.   | STV Walzenhausen       | 4:6   | 83:91     | 2      |
| 5.   | Polskie Stowarzyszenie | 0:8   | 34:88     | 0      |

## Qualifikations- und Platzierungsspiele
Qualifikationsspiele
| Spiel um Qualifikation 1 (2. Gruppe B : 3. Gruppe A) | Spiel um Qualifikation 1 (2. Gruppe B : 3. Gruppe A) | Spiel um Qualifikation 1 (2. Gruppe B : 3. Gruppe A) | Spiel um Qualifikation 1 (2. Gruppe B : 3. Gruppe A) | Spiel um Qualifikation 1 (2. Gruppe B : 3. Gruppe A) | Spiel um Qualifikation 1 (2. Gruppe B : 3. Gruppe A) | Spiel um Qualifikation 1 (2. Gruppe B : 3. Gruppe A) | Spiel um Qualifikation 1 (2. Gruppe B : 3. Gruppe A) |
| ---------------------------------------------------- | ---------------------------------------------------- | ---------------------------------------------------- | ---------------------------------------------------- | ---------------------------------------------------- | ---------------------------------------------------- | ---------------------------------------------------- | ---------------------------------------------------- |
| 8. Juli                                              | UFG Grieskirchen                                     | –                                                    | SSV Bozen                                            | 3:2                                                  | (12:14, 6:11, 11:9, 11:5, 11:8)                      |                                                      |                                                      |
| Spiel um Platz 7 bis 10 (4. Gruppe A : 5. Gruppe B)  |                                                      |                                                      |                                                      |                                                      |                                                      |                                                      |                                                      |
| 8. Juli                                              | FBC ABAU Linz-Urfahr                                 | –                                                    | Polskie Stowarzyszenie                               | 2:0                                                  | (11:6, 11:6)                                         |                                                      |                                                      |

| Spiel um Qualifikation 2 (2. Gruppe A : 3. Gruppe B) | Spiel um Qualifikation 2 (2. Gruppe A : 3. Gruppe B) | Spiel um Qualifikation 2 (2. Gruppe A : 3. Gruppe B) | Spiel um Qualifikation 2 (2. Gruppe A : 3. Gruppe B) | Spiel um Qualifikation 2 (2. Gruppe A : 3. Gruppe B) | Spiel um Qualifikation 2 (2. Gruppe A : 3. Gruppe B) | Spiel um Qualifikation 2 (2. Gruppe A : 3. Gruppe B) | Spiel um Qualifikation 2 (2. Gruppe A : 3. Gruppe B) |
| ---------------------------------------------------- | ---------------------------------------------------- | ---------------------------------------------------- | ---------------------------------------------------- | ---------------------------------------------------- | ---------------------------------------------------- | ---------------------------------------------------- | ---------------------------------------------------- |
| 8. Juli                                              | TV Wünschmichelbach                                  | –                                                    | Faustball Widnau                                     | 2:3                                                  | (10:12, 9:11, 11:6, 11:9, 5:11)                      |                                                      |                                                      |
| Spiel um Platz 7 bis 10 (4. Gruppe B : 5. Gruppe A)  |                                                      |                                                      |                                                      |                                                      |                                                      |                                                      |                                                      |
| 8. Juli                                              | STV Walzenhausen                                     | –                                                    | FaC Zdechovice                                       | 1:2                                                  | (14:15, 11:1, 11:13)                                 |                                                      |                                                      |

Platzierungsspiele
| Spiel um Platz 7 | Spiel um Platz 7       | Spiel um Platz 7 | Spiel um Platz 7 | Spiel um Platz 7 | Spiel um Platz 7 | Spiel um Platz 7 | Spiel um Platz 7 |
| ---------------- | ---------------------- | ---------------- | ---------------- | ---------------- | ---------------- | ---------------- | ---------------- |
| 8. Juli          | FBC ABAU Linz-Urfahr   | –                | FaC Zdechovice   | 2:0              | (11:3, 11:5)     |                  |                  |
| Spiel um Platz 9 |                        |                  |                  |                  |                  |                  |                  |
| 8. Juli          | Polskie Stowarzyszenie | –                | STV Walzenhausen | 0:2              | (5:11, 4:11)     |                  |                  |

Qualifikationsspiele
| Spiel um Halbfinal 1 (1. Gruppe A : Gewinner Qualifikation 1) | Spiel um Halbfinal 1 (1. Gruppe A : Gewinner Qualifikation 1) | Spiel um Halbfinal 1 (1. Gruppe A : Gewinner Qualifikation 1) | Spiel um Halbfinal 1 (1. Gruppe A : Gewinner Qualifikation 1) | Spiel um Halbfinal 1 (1. Gruppe A : Gewinner Qualifikation 1) | Spiel um Halbfinal 1 (1. Gruppe A : Gewinner Qualifikation 1) | Spiel um Halbfinal 1 (1. Gruppe A : Gewinner Qualifikation 1) | Spiel um Halbfinal 1 (1. Gruppe A : Gewinner Qualifikation 1) |
| ------------------------------------------------------------- | ------------------------------------------------------------- | ------------------------------------------------------------- | ------------------------------------------------------------- | ------------------------------------------------------------- | ------------------------------------------------------------- | ------------------------------------------------------------- | ------------------------------------------------------------- |
| 8. Juli                                                       | SVD Diepoldsau-Schmitter                                      | –                                                             | UFG Grieskirchen                                              | 3:0                                                           | (11:6, 11:9, 15:14)                                           |                                                               |                                                               |
| Spiel um Halbfinal 2 (1. Gruppe B : Gewinner Qualifikation 2) |                                                               |                                                               |                                                               |                                                               |                                                               |                                                               |                                                               |
| 8. Juli                                                       | TV Voerde                                                     | –                                                             | Faustball Widnau                                              | 1:3                                                           | (11:2, 8:11, 10:12, 7:11)                                     |                                                               |                                                               |

## Platzierungs- und Finalspiele
| Spiel um Platz 5 | Spiel um Platz 5         | Spiel um Platz 5 | Spiel um Platz 5    | Spiel um Platz 5 | Spiel um Platz 5               | Spiel um Platz 5 | Spiel um Platz 5 |
| ---------------- | ------------------------ | ---------------- | ------------------- | ---------------- | ------------------------------ | ---------------- | ---------------- |
| 8. Juli          | SSV Bozen                | –                | TV Wünschmichelbach | 1:2              | (11:6, 8:11, 11:13)            |                  |                  |
| Spiel um Platz 3 |                          |                  |                     |                  |                                |                  |                  |
| 8. Juli          | UFG Grieskirchen         | –                | TV Voerde           | 1:3              | (11:6, 12:14, 3:11, 11:13)     |                  |                  |
| Finale           |                          |                  |                     |                  |                                |                  |                  |
| 8. Juli          | SVD Diepoldsau-Schmitter | –                | Faustball Widnau    | 2:3              | (6:11, 11:5, 8:11, 11:4, 9:11) |                  |                  |

## Endergebnis

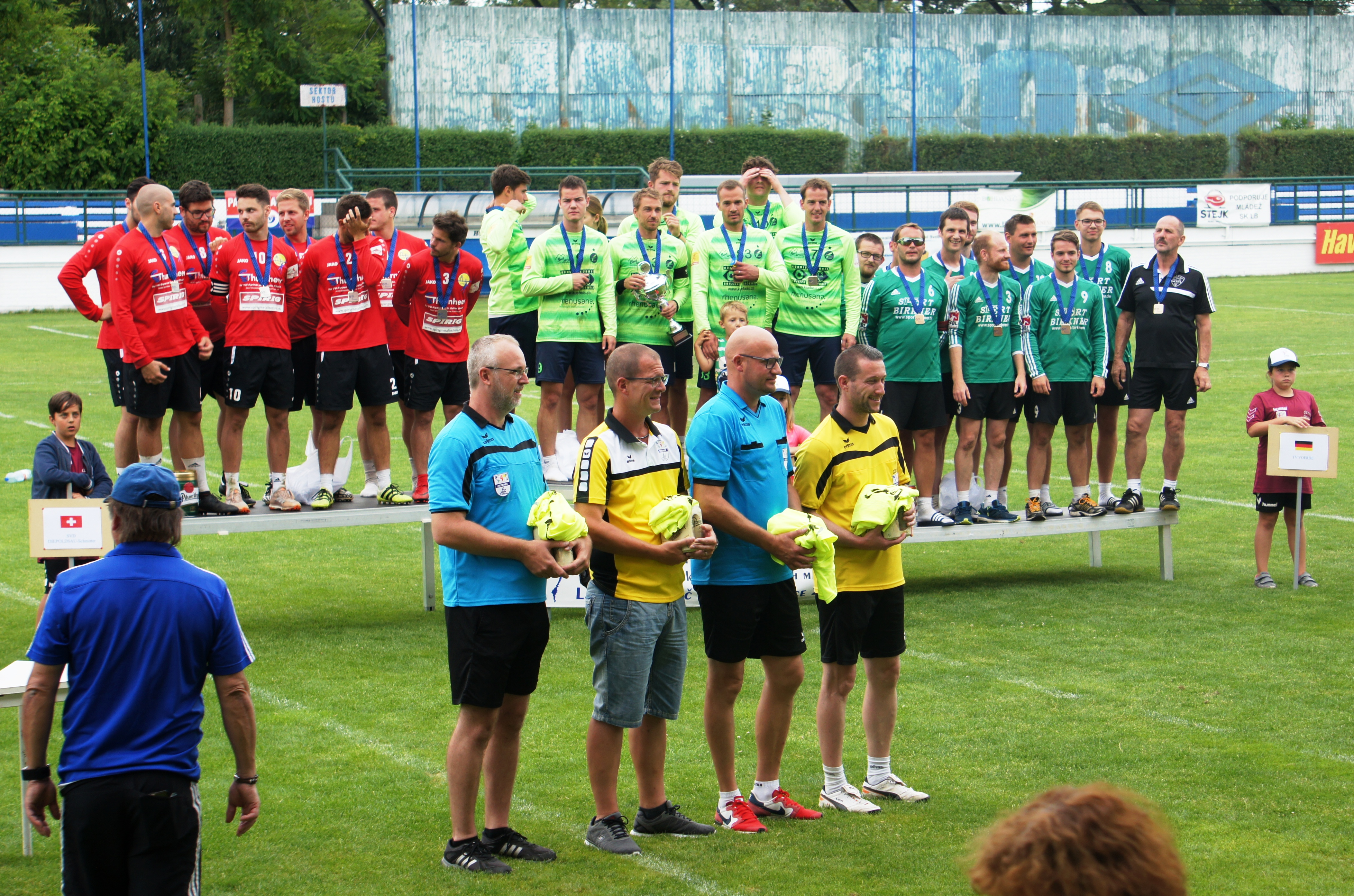
Siegerehrung im Sportstadion von Lázně Bohdaneč
(v. l. n. r.) SVD Diepoldsau-Schmitter, Faustball Widnau und TV Voerde

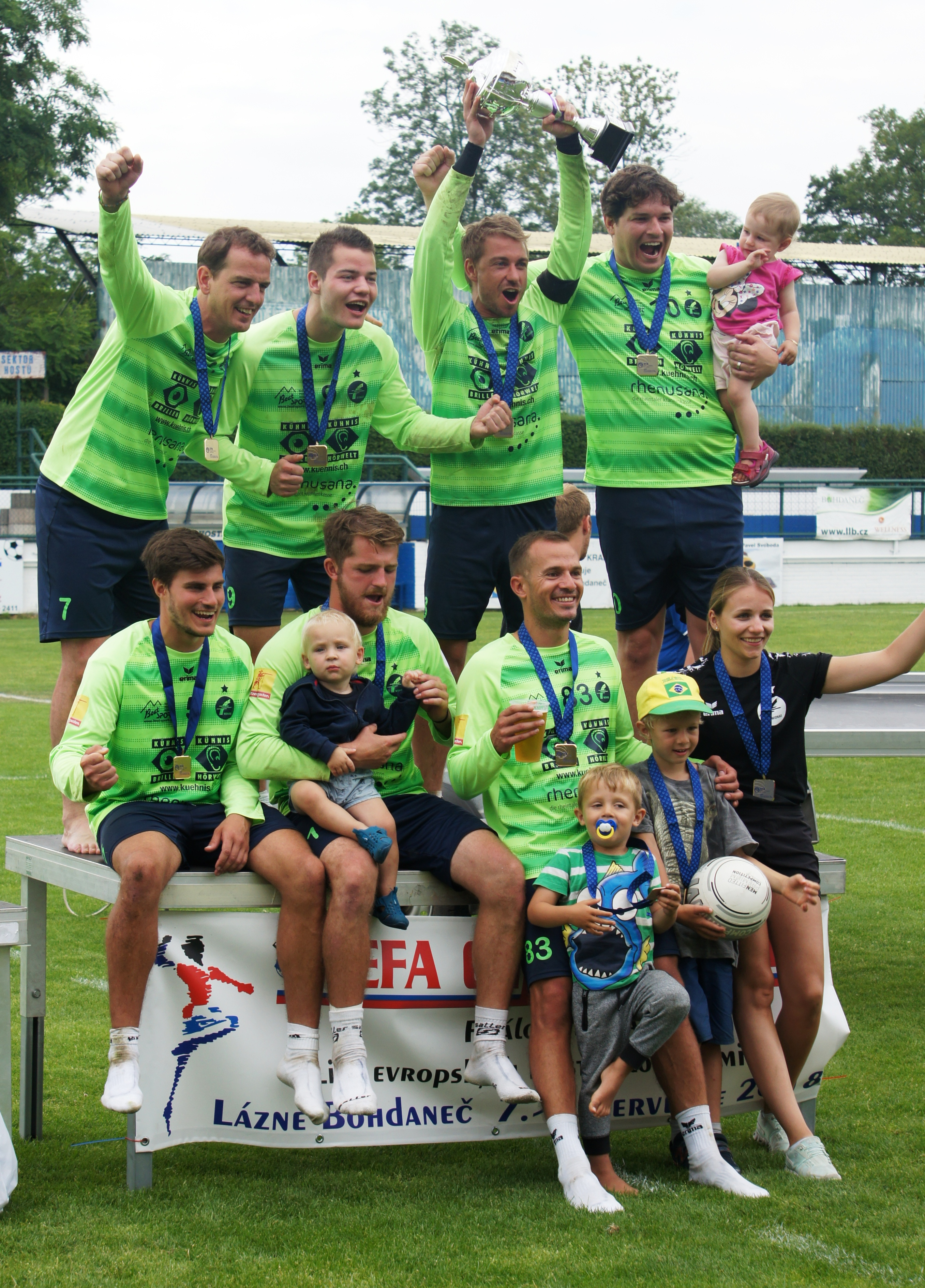
Faustball Widnau gewinnt den Pokal am EFA European Cup der Männer 2018

| Platz | Land                     |
| ----- | ------------------------ |
| 1.    | Faustball Widnau         |
| 2.    | SVD Diepoldsau-Schmitter |
| 3.    | TV Voerde                |
| 4.    | UFG Grieskirchen         |
| 5.    | TV Wünschmichelbach      |
| 6.    | SSV Bozen                |
| 7.    | FBC ABAU Linz-Urfahr     |
| 8.    | Faustballclub Zdechovice |
| 9.    | STV Walzenhausen         |
| 10.   | Polskie Stowarzyszenie   |

## Einzelnachweis
1. ↑  Auslosung European Cup 2018. In: efa-fistball.com. EFA, 18. Februar 2018, abgerufen am 18. Februar 2018 (deutsch).